# Baeodrosophila pubescens
Baeodrosophila pubescens är en tvåvingeart som beskrevs av Wheeler och Hajimu Takada 1964. Baeodrosophila pubescens ingår i släktet Baeodrosophila och familjen daggflugor. Inga underarter finns listade i Catalogue of Life.